# 木下芳丸
木下 芳丸（きのした よしまる、1929年6月27日 - 2008年12月31日）は、日本のフルート奏者。関西交響楽団、東京交響楽団、NHK交響楽団などオーケストラで活躍した。また、国立音楽大学、洗足学園大学で後進の指導にあたり、多くのプロ・フルート奏者を育てた。

## 年表
- 1929年（昭和4年）、東京に生まれる。機械が好きで技術屋を目指していたが、東京学芸大学在学中18歳からフルートを始め、校医であった穴沢順一に手ほどきを受ける。その後吉田雅夫に師事。
- 1949年（昭和24年）、東宝交響楽団（現東京交響楽団）にエキストラとして参加。これがオーケストラに入るきっかけとなる。
- 1950年（昭和25年）、関西交響楽団（現大阪フィルハーモニー交響楽団）に入団。
- 1953年（昭和28年）、第64回定期演奏会においてモーツァルトのフルート協奏曲第2番をマンフレート・グルリットの指揮で演奏。後に朝比奈隆の指揮でも演奏しラジオで放送される。
- 1954年（昭和29年）、第74回定期演奏会においてJ.S.バッハのブランデンブルク協奏曲第5番を宮本政雄の指揮で演奏。
- 1956年（昭和31年）、東京交響楽団に入団、首席奏者を務める。
- 1961年（昭和36年）、上田仁の指揮でモーツァルトのフルート協奏曲第2番を演奏し、ラジオで放送される。
- 1964年（昭和39年）、東京交響楽団の経営破綻・解散に伴いNHK交響楽団に入団、2番フルート（ピッコロ兼任）奏者を務める。
- 1970年（昭和45年）、藤井凡大がNHKの委嘱を受けて作曲した「フルート、箏、十七絃のための三重奏曲」を演奏し（箏：沢井忠夫、十七絃：菊地悌子）、NHK-FMで放送される。
- 1984年（昭和59年）、20年間在籍したNHK交響楽団を定年退職。
- 2008年（平成20年）12月31日、病気のため逝去。

## 人物・エピソード
- 物静で温厚な性格であったが、テコでも動かないようなところがあり、1952年（昭和27年）頃からサクソフォーン・メーカーであるセルマーが製造したフルート（シルバー、カバード、C管）を使用した。当時フルート・メーカーで一流といわれていたヘインズ、パウエル、ハンミッヒなどを試してみたこともあったが、「どの（高価な）楽器を使っても自分の音しか出ない」と、生涯にわたりセルマーを愛用した。
- 師である吉田雅夫がN響の機関誌『フィルハーモニー』に寄稿した「フルート奏法」に書かれてあったGisオープンシステムの利点に影響を受け、愛用していたセルマーをGisクローズ式からGisオープン式に改造したという。
- その「フルート奏法」は1947年（昭和22年）頃に書かれたものであるが、現代においても有益な事が書かれているため後世に伝えたいと、逝去の数か月前に自宅で発見したコピーを日本フルート協会に送った。後日協会の会報で紹介された。
- 関響に入団した当初は、当時まだ40代で血気盛んだった朝比奈隆に練習中終始怒鳴られっ放しであったという。しかし、その後は太く、柔らかく、温かい音色で多くのファンを得た。その音色は金昌国がフルートを始める際に大きな影響を与えた。ソビエトの指揮者アルヴィド・ヤンソンスも絶賛したという。カラヤンに才能を認められたという話もある。
- マルケヴィチが死去する2か月前にN響を指揮した1983年（昭和58年）1月の定期演奏会では、チャイコフスキーの交響曲第6番、ムソルグスキー（ラヴェル編）組曲『展覧会の絵』で3番フルート（ピッコロ持ち替え）を担当した。このときの演奏会は、DVD化もされている。
- マタチッチが9回目の来日を果たしN響を指揮した1984年（昭和59年）3月の定期演奏会では、ブルックナー交響曲第8番、ブラームス交響曲第1番、ベートーヴェン交響曲第7番で2番フルートを担当した。これも、DVD化もされている。なおこれがマタチッチがN響を指揮した最後の日本公演となった。自身も同年55歳でN響を定年退職した。
- N響の定年退職後は、宮内庁楽部、N響団友オーケストラなどで演奏活動を行った。
- 宮内庁楽部では、宮中晩餐会などでの演奏のほか、ピアノを得意とする上皇后美智子と演奏したこともあった。
- 東邦音楽大学に教授として招聘されたことがあるが、教授会などその業務の多さから、数週間で自ら辞めたという。
- トキワ荘時代の手塚治虫にプジョーを譲ったことがある。その車は床に穴が開いていてボロボロだったが、それでも手塚は喜んだという。
- 日本音楽コンクールの審査員を務めた。また、日本フルート協会の創立以来、理事として協会の発展に尽力した。
- 国立音楽大学、洗足学園大学で後進の指導にあたり、オーケストラ奏者をはじめ多くのプロ・フルート奏者を育てた。